# Sigbjørn Obstfelder
Sigbjørn Obstfelder (21. listopad 1866, Stavanger, Norsko - 29. červenec 1900, Kodaň, Dánsko) byl norský básník a spisovatel. Přes svůj krátký život byl přední postavou norské literatury konce 19. století.

## Biografie
Vystudoval moderní jazyky a polytechniku v Kristianii. V letech 1890-1891 pracoval na stavbách v USA. Po návratu se věnoval hudbě a poezii. Za svou první knihu básní obdržel státní stipendium, cestoval po Norsku, Dánsku a Německu. Neměl pevné zdraví, prodělal několik nervových zhroucení. Zemřel na tuberkulózu ve věku 33 let.
Byl přítelem malíře Edvarda Muncha. Jeho osud byl jednou z inspirací Raineru Maria Rilkemu pro jeho jediný román Zápisky Malta Lauridse Brigga.

## Literární dílo
Jeho dílo bylo ovlivněno poezií Charlese Baudelaira. Debutoval v roce 1893 sbírkou Digte, která je považována za jeden z prvních projevů modernismu v norské literatuře.

## Spisy
- Digte (1893, Básně)
- To novelletter (1895, Dvě povídky)
- Korset (1896, Kříž) - román
- De røde dråber (1897, Červená kapka) – divadelní hra
- Esther (1899) - drama
- En præsts dagbog (1900, Deník kněze) - román, nedokončeno, vydáno posmrtně
- Om våren (1902) - drama
- Efterladte arbeider (1903, Nedokončené práce) - básně
- Samlede skrifter I-III (1950, Sebrané spisy) – obsahuje řadu před tím nevydaných prací

### České překlady
- Kříž, překlad Hugo Kosterka, KDA, svazek 157, Praha : Kamilla Neumannová, 1918